# PIGS

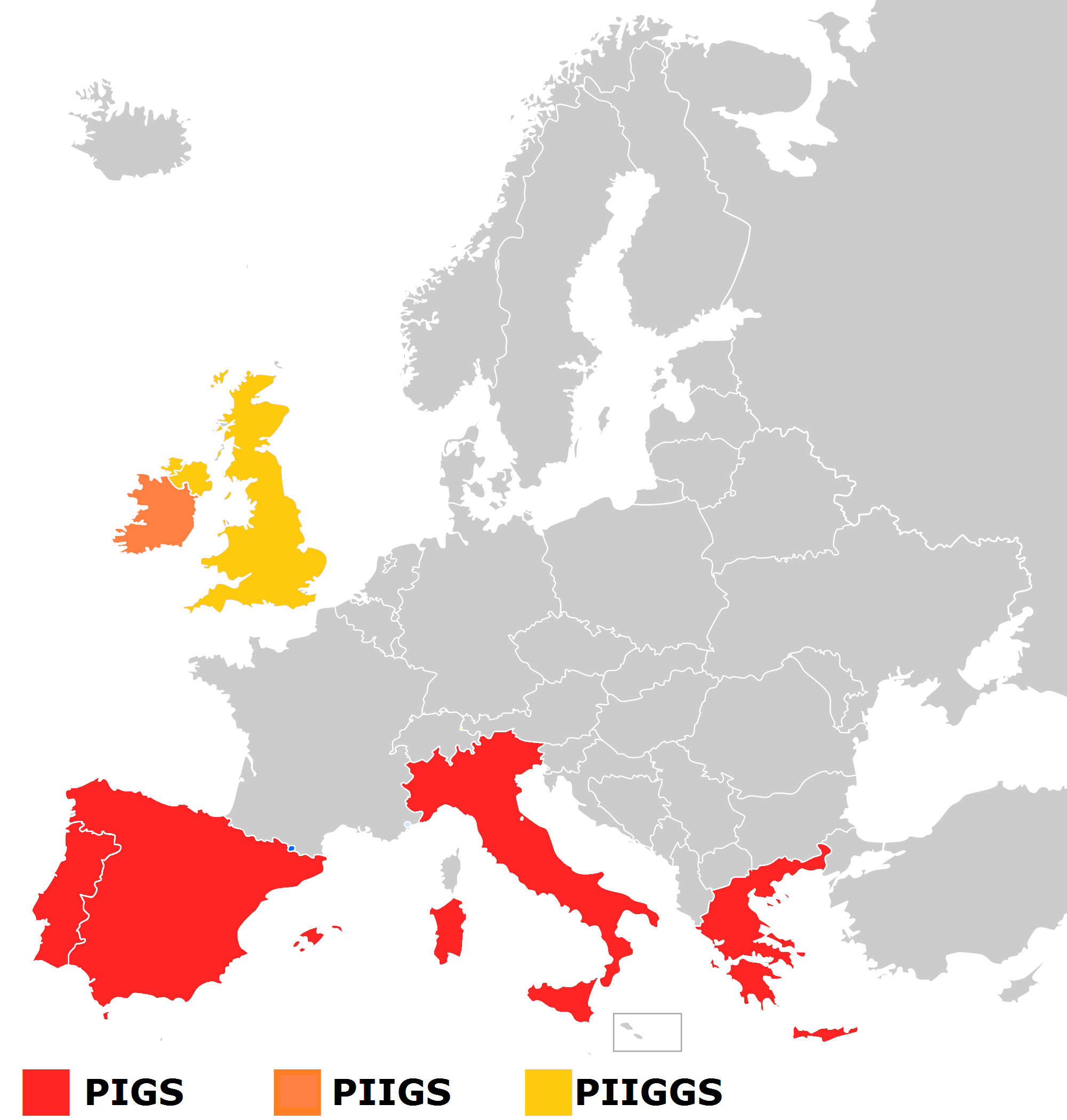

PIGS 또는 PIIGGS는 돼지들이란 뜻으로, 2010년 유럽 국가부채위기가 닥친 포르투갈, 이탈리아, 아일랜드, 그리스, 스페인, 영국을 말한다. 원래는 PIGS 4개국이었는데, I 아일랜드, G 영국이 추가되어 PIIGGS 6개국을 지칭한다.

## 실질 GDP
| 순위 | 나라     | 백만$     |
| ---- | -------- | --------- |
| 6    | 영국     | 2,139,400 |
| 10   | 이탈리아 | 1,740,123 |
| 13   | 스페인   | 1,360,605 |
| 33   | 그리스   | 341,688   |
| 46   | 포르투갈 | 235,904   |
| 53   | 아일랜드 | 188,112   |

## 그리스
이번 피그스 문제는 그리스의 재정위기가 원인이라고 알려져 있다. 2009년말 기준 PIGS 국가의 GDP 대비 재정적자 비율은 그리스 13.6%, 스페인 11.2%, 포르투갈 9.4%, 이탈리아 5.3% 순이다. 그리스에 투자한 국가들은, 프랑스 788억달러, 독일 450억달러, 영국 154억달러, 네덜란드 122억달러, 포르투갈 98억달러, 아일랜드 86억달러, 이탈리아 69억달러 등이다.
2010년 4월 11일, 파이낸셜타임스는 조지 소로스가 "독일이 그리스에 시장금리보다 낮은 대출을 지원하지 않으면 유로존과 유럽연합은 와해될 것"이라고 경고했다고 보도했다. 소로스는 그리스에 대한 대출금리가 너무 높은 점을 지적했다. 만약, 그리스가 유로존을 이탈하게 된다면, 유로존의 해체, 나아가 EU의 해체로 연결될 것이라고 지적했다.
2010년 5월 12일, 뉴욕타임스는 그리스 위기 전개 상황이 1998년 러시아 디폴트 상황과 똑같이 닮았다는 보도를 하였다.
2010년 5월 17일, 존 코크레인 시카고대학 비즈니스스쿨 교수는 월스트리트저널 기고문을 통해, 1조달러에 육박하는 유로존 안정기금이 효과를 발휘하지못할 것이라면서, 독일과 프랑스가 유럽지역의 부채와 적자를 감당할 만큼 충분히 세금을 부과하거나 자금을 빌려올 수 없을 것이기 때문에, 그리스 디폴트가 유로화 구제의 최선의 방법이라는 주장을 하였다. 독일과 프랑스는 유럽내에서 GDP 순위 1, 2위를 차지하고 있는 경제강대국이다.
2010년 5월 18일, 삼성경제연구소는 그리스발 위기 진화를 위해 EU 통합의 최대 수혜국인 독일이 나서야 한다는 내용의 보고서를 발간했다. 독일은 EU 내에서 GDP 1위, 즉 최고경제강대국이다.
2010년 6월 11일, 미 경제전문채널 CNBC 인터뷰에서, 미국 경제전문가는 국가채무가많은 그리스에 대한 유로존의 지원방안이 잘못됐다면서, 그리스가 8월에 디폴트를 맞을 것이라고 경고했다.

## 같이 보기
- 그리스의 경제